# ЗАЗ А07А І-Ван
ЗАЗ А07А «І-Ван» (англ. ZAZ A07A «I-VAN») — міський або міжміський автобус українського виробництва, що виробляється серійно на Запорізькому автомобілебудівному заводі з 2005 року. У конструкції автобуса були використані деталі шасі індійської фірми «TATA Motors LTD». Використання моделі зазвичай комерційне, у більшості випадків автобуси служать як маршрутні таксі міського та міжміського сполучення, часом працюють як шкільні або екскурсійні автобуси.
Всього виготовлено майже 3 000 автобусів сімейства ЗАЗ А07.

## Модель

### Історія

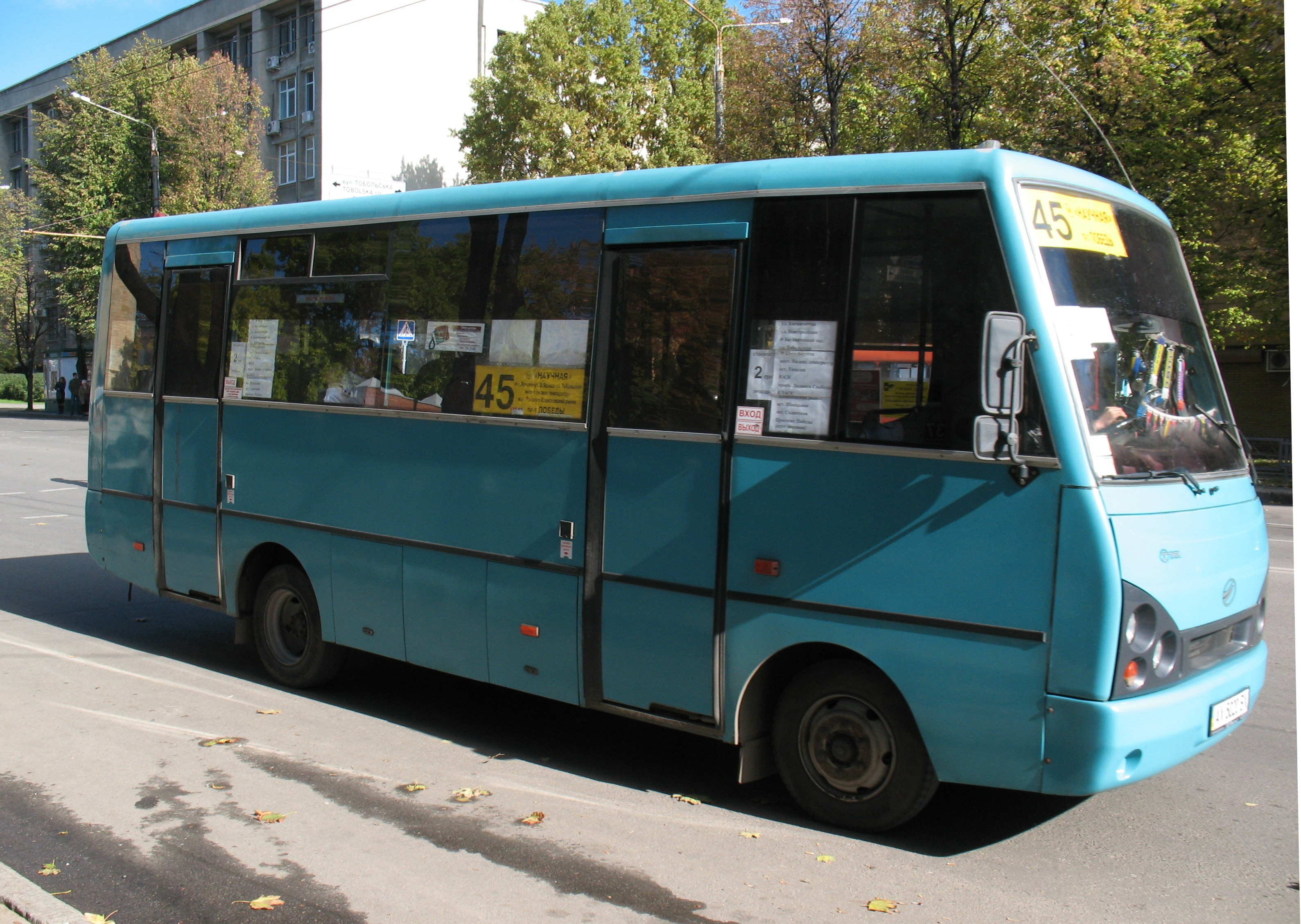
ЗАЗ А07А «І-Ван»

Проект створення автобусів I-VAN А07А розпочато у 2005 році; площі виробництва, окрім ЗАЗа були обрані у Чорноморську на заводі «Чорноморський завод автоагрегатів». У кінці 2005 року було створено дослідну модель ЗАЗ А07А та обрано їй друге ім'я-прізвисько «I-VAN», від імені Іван. Розробка автобуса-маршрутки була здійснена з ВАТ «Укравтобуспром», у моделі були використані шасі ТАТА LP 613/38 від TATA Motors LTD (Індія). Практично ідентичною моделлю став БАЗ А079 відомий під іменем «Еталон». I-VAN А07А мав майже подібний передок і задок до «Еталона» а також схожий салон та фактично незмінне місце водія та приборну панель. Серійне виробництво розпочалося на півроку пізніше, у 2006-му з приміської моделі А07А1, міський автобус I-VAN А07А виробляється з листопада 2006 року. Загальною відмінністю від Еталона став ширший прохід у салон та більша довжина автобуса, у 2007 році дизайн передка було сильно змінено, хоча більшість запчастин та загальний вигляд залишилися майже ідентичні моделі А079. В Україні ці моделі почали з'являтися у містах з 2007—2008 роках.
В листопаді 2012 року запущені в серійне виробництво автобуси ЗАЗ-А07А2-44 і ЗАЗ-А07А3-65. Автобус малого класу ЗАЗ-А07А2-44 має 27 посадочних місць, а машина ЗАЗ-А07А3-65 зі збільшеною колісною базою має 31 місце. Відмінні риси автобусів даних моделей - рівна підлога салону, багажний відсік в задньому звисі (1,2 м3). Є також бічні багажні відсіки, полки для ручної поклажі в салоні, шторки на вікнах, спеціальне вікно-кватирка з боку місця кондуктора, задня аварійно-механічна двері.
В 2013 році підприємство перейшло до випуску міської модифікації ЗАЗ-А07А.40 і приміської ЗАЗ-А07А1.41. У тому ж 2013 році базові модифікації автобуса зазнали чергові зовнішні зміни: кватирки стали встановлюватися в кожному вікні (раніше подібне рішення застосовувалося лише на автобусах окремих модифікацій), з'явилася додаткова кватирка в кабіні водія з боку пасажирських дверей, а у автобусів приміських модифікацій (А07А1) стали встановлювати двері зі зменшеною площею скління.
У другому кварталі 2014 року стартував продаж приміського автобуса ЗАЗ-А07А1-404, який відповідають нормам Євро-4. Машина оснащена дизельним двигуном 5.67 л ТАТА 697 ТС 78 потужністю 130 к.с.
Восени 2016 року почалися продажі автобусів ЗАЗ А07А12 на шасі TATA LP613/38 з двигуном 3.8 л Cummins І4 потужністю 138 к.с. (Євро-5) і 6-ст. МКПП G-600.

### Опис
7-метровий автобус обладнаний як для перевезення людей у місті, так і між містами на відстань не більшу за 70 км. У довжину він сягає 7.4 метри, у ширину 2.24 метри і у висоту 2.92 метри. Кузов рамний, рама двовісна. Колісна база 3.8 метра. Передня підвіска залежна-ресорна з двома амортизаторами на двох напівеліптичних ресорах; задня на двох допоміжних напівеліптичних ресорах та амортизаторах на кожному задньому колесі. Лобове скло панорамне, склоочисники розташовано паралельно, за потреби обидва можуть зніматися. Цікавий факт: правий склоочисник витирає 90 відсотків потрібної поверхні, тому потреба у лівому зовсім незначна. Обшивка кузова оцинкована, складається з металевих листів. Салон автобусу розрахований усередньому на 35—43 особи (нормальна місткість), проте загальна пасажиромісткість машини у час «пік» перевищує 45 і 50 осіб. Сидінь 23—27 штук у залежності від модифікації, зазвичай вони обиті тканиною з антивандальним покриттям; тип у них напівжорсткий, сидіння роз'єднані, у лівому ряді парні, у правому одинарні. Горизонтальні поручні розташовано лише біля дверей, вертикальні уздовж салону. На верхні поручні можуть встановлюватися шкіряні ручки. Двері одностворчасті, задні обладнані сигналом відкриття для водія. Сидіння водія й шасі ТАТА, приборна панель пряма, важіль коробки передач у середині настилу. Автобус розрахований на одне службове місце збоку місця водія. Функції повороту, фар та гудок об'єднано в один мультиджойстик. Є підігрів на три режими, розповсюджується по панелях.
Переваги моделі
- Швидкий хід
- Невисокі витрати палива (14-16л)
- Невисока вартість
- Невибагливість транспортного засобу
- Надійний двигун

Недоліки моделі
- Сильна спека при повному завантаженні
- Слабкий вентилятор та обдув салону
- Низька швидкість та важке керування при повному завантаженні
- Незручно стояти в більшій частині салону
- Часто псуються прилади
- Вузький прохід між кріслами
- Гучний двигун
- Часто виходять з ладу задні двері й сигнал
- Підвищена травматичність при різкому гальмуванні через розташування крісел та поручнів
- Відсутні засоби «повітряного ключа» (блокування ходу з відкритими дверима) та приводу проти травм при закритті дверей

### Модифікації
- ЗАЗ А07А — базова модель
- ЗАЗ А07А.22 — міський автобус
- ЗАЗ А07А.23 — міський автобус
- ЗАЗ А07А1.10 — шкільний автобус
- ЗАЗ А07А1.21 — приміський автобус
- ЗАЗ А07А1.23 — приміський автобус
- ЗАЗ А07А1.30 — приміський автобус
- ЗАЗ А07А1.32 — приміський автобус
- ЗАЗ А07А1.40 — приміський автобус, Євро-3
- ЗАЗ А07А1.60 — приміський автобус, м'які сидіння
- ЗАЗ А07А1.62 — приміський автобус, м'які сидіння
- ЗАЗ А07А2 — міжміський або туристичний автобус, двигун 5.68 л ТАТА 697 (Євро-3, Євро-4) або 3.8 л Cummins І4 (Євро-5)
- ЗАЗ А07А3 — туристичний або шкільний автобус з подовженою колічною базою, двигун 5.68 л ТАТА 697 (Євро-3, Євро-4) або 3.8 л Cummins І4 (Євро-5)
- ЗАЗ А07А12 — приміський автобус, двигун 3.8 л Cummins І4 (Євро-5), всього виготовили 42 автобуси

## Технічні характеристики

### Загальні дані
| Параметр             | Характеристика             |
| -------------------- | -------------------------- |
| Модифікація          | ЗАЗ А07А «І-Van»           |
| Проект, рік          | 2005                       |
| Серійний випуск, рік | з 2006                     |
| Призначення          | міський/міжміський автобус |
| Подібні              | БАЗ А079                   |

### Кузов і габарити
| Параметр                       | Характеристика |
| ------------------------------ | -------------- |
| Габаритні розміри              | 7400×2240×2920 |
| Кузов                          | рамний         |
| Лобове скло                    | панорамне      |
| Колісна формула                | 4×2            |
| Формула дверей                 | 0—1—1          |
| Колісна база, мм               | 3800           |
| Споряджена маса, кг            | 4615—4820      |
| Повна маса, кг                 | 7700           |
| Мінімальний радіус повороту, м | 8              |

### Салон
| Параметр                    | Характеристика                |
| --------------------------- | ----------------------------- |
| Сидячих місць, штук         | 23—26                         |
| Нормальна пасажиромісткість | не більше 43 чоловік          |
| Двері                       | з пневмоприводом              |
| Вентиляція                  | через кватирки та вентилятор  |
| Опалення                    | рідинне через панелі          |
| Крісла                      | з шкірозамінювача або тканини |

### Двигун і КП
| Параметр                   | Характеристика            |
| -------------------------- | ------------------------- |
| Назва двигуна              | ТАТА 697 NA               |
| Тип                        | дизельний з турбонаддувом |
| Потужність, КВт            | 97                        |
| Кількість циліндрів        | 6                         |
| Робочий об'єм, літри       | 5,675                     |
| Ступінь компресації        | 17.5                      |
| Електроустаткування, Вольт | 24                        |
| Коробка передач            | ТАТА GBS-40               |
| Тип КП                     | механічна                 |
| кількість передач          | 5                         |
| Зчеплення                  | сухе, однодискове         |

### Ходові характеристики
| Параметр                                                          | Характеристика                                                                                                 |
| ----------------------------------------------------------------- | --- |
| Шини                                                              | 7,5х16-16 PR або 215/75 R 17,5 [Архівовано 28 лютого 2018 у Wayback Machine.]                                  |
| Рульове керування                                                 | винт-кулькова гайка                                                                                            |
| Передня підвіска                                                  | залежна-ресорсна на двох напівеліптичних ресорах з стабілізаторами та 2 ароматизаторами                        |
| Задня підвіска                                                    | залежна-ресорсна на двох напівеліптичних основних та допоміжних ресорах з стабілізаторами та 2 ароматизаторами |
| Гальмівна система                                                 | пневматична двохконтурна з гальмівними колодками барабанного типу                                              |
| Максимальна швидкість, км/год                                     | 90 |
| Розгін 0—70 км/год (напівпорожній), сек                           | 26 |
| Розгін 0—50 км/год (повний), сек                                  | 22 |
| Витрати пального при швидкості 60 км/год, л/100 км                | 15 |
| Витрати пального при швидкості 80 км/год, л/100 км                | 19 |
| Витрати пального при швидкості (максимальній) 90 км/год, л/100 км | 21 |

## Конкуренти
- БАЗ-А079
- Богдан А201
- Богдан А092
- ГалАЗ-3207
- ГалАЗ-3209
- Рута 37
- Стрий Авто А0756